# Хёгквист, Эмили
Эмили Софи Хёгквист или Хёгквист (29 апреля 1812 — 18 декабря 1846) — шведская театральная актриса; звезда Королевского драматического театра, первая знаменитость в шведской драме. Она известна как шведская Аспазия за свои артистические способности, так и за литературный салон, который она принимала. Она также известна в истории своей любовной связью с шведским королем Оскаром I.

## Жизнь
Эмили Хёгквист была дочерью Андерса Хогквиста, дворецкого графа Карла де Гира и Анны Беаты Хедвалл. Она была сестрой актера Жана Хогквиста и актрисы Ханны Хогквист.

### Ранние годы
В 1821 году мама отдала её в балетную школу Драматенс Эвскола . В школе она была ученицей Каролины Бок . Во время обучения она участвовала в Селиндерской Barntheatern, детском театре, которым заведовал Андерс Селиндер .
Эмили Хёгквист в раннем возрасте стала объектом проституции. Профессия отца привлекала к ней внимание мужчин из высших классов, а мать, как известно, устраивала балы, на которые приглашала учеников актерской школы, в том числе и свою дочь, и знакомила их с богатыми людьми. Более того, в Королевском драматическом театре также проводились балы, на которых мужчины могли заплатить за привилегию танцевать со студентом Драматенс Эвскола .  И балы, организованные ее матерью, и балы театра были восприняты с некоторым подозрением, потому что ситуация, в которой богатые мужчины были представлены бедным артисткам-студенткам, рассматривалась как возможность проституции.  Это, как известно, имело место в некоторых случаях, и в случае Эмили Хёгквист, известно, что она была вовлечена в проституцию своей матерью, которая познакомила её с богатым, пожилым покровителем мужского пола в 1826 году, после окончания ее учёбы в актерской школе в возрасте четырнадцати лет.
Август Бланш однажды написал о матери Эмили Хёгквист: «Боже, храни каждого ребенка от такой матери!» 
С 1826 по 1828 годы она гастролировала по Швеции в составе ансамбля передвижных театров Андерса Петтера Берггрена. По возвращении в столицу в 1828 году она работала в Королевском драматическом театре в Стокгольме .

### Карьера
Эмили Хёгквист дебютировала в Королевском драматическом театре в пьесе Qväkaren в 1828 году, а в 1831 году получила контракт.

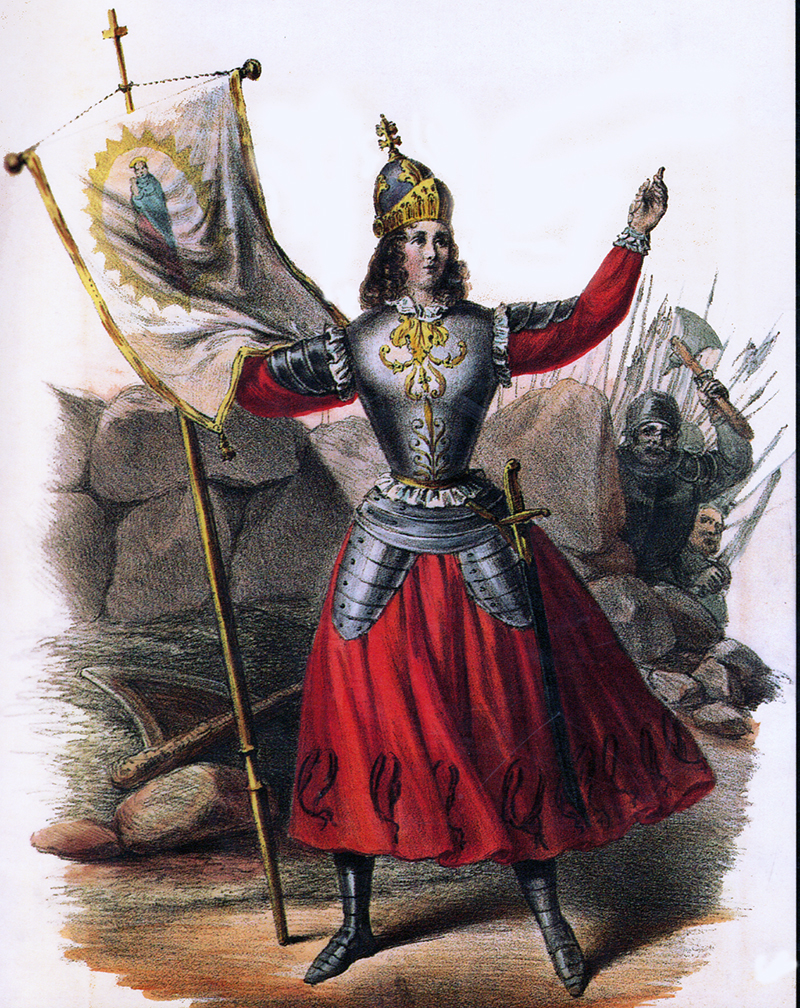
Эмели Хёгквист в роли Жанны д'Арк

В течение  первых лет  карьеры её критиковали за ее слабый и пронзительный голос и описали как неуверенную в её движениях на сцене.  Однако в 1834 году она совершила поездку в Париж, где изучала современные французские актерские приемы, после чего, как говорят, она улучшилась, научилась действовать на сцене с большей уверенностью в себе, как одеваться с большим мастерством в соответствии с  роли и приобрели лучший контроль над собственным голосом. После возвращения ей была предоставлена важная возможность проявить себя.  Тогда звездная актриса Сара Торслоу, известная как ведущая «сентиментальная актриса» и комедиантка Королевского драматического театра, уехала после забастовки актеров в 1834 году, после чего Эмили Хёгвист получила шанс исполнить роли, обычно назначаемые Торсллоу. Другая звездная актриса Шарлотта Эрикссон не смогла  исполнить эти роли  удовлетворительно, поскольку они не принадлежали к ее жанру. Эмили  получила  шанс, и  одержала не только победу, но также приобрели широкий круг своих поклонников, и с этого года она считается «одной из самых знаменитых и часто выступающих актрис» Королевского драматического театра.
Летом 1837 года она совершила вторую учебную поездку в Париж, во время которой брала уроки у Мадемуазель Марс, которой она восхищалась как образец для подражания, после чего ее врожденный талант, как говорят, полностью расцвёл, и, как сообщается, и, как сообщается, она была принята публикой с большим энтузиазмом по возвращении в Стокгольм на сезон 1837-38 годов.  Ее зарплата может иллюстрировать ее карьерный рост: в 1835 году зарплата Эмили Хогквист достигла 1.200, в то время как минимальная зарплата средней актрисы составляла 200, а примадонна Королевской шведской оперы Генриетта Видерберг получила зарплату в 1.600 ,
Эмилия Хёгквист была прежде всего прославлена в ролях в модном тогда жанре французских салонных комедий, часто играемых Эженом Скрибом, и "преуспела в изящном кокетстве и привлекательной духовности" - говорят, что она лучше всего преуспела в комедии, где ее " мягкая личность и нетрадиционная актерская игра праздновали триумфы  Она была не только уважаема как артистка, но и привлекала к себе большое внимание, и Фриц фон Дардель описывал ее так: "Эта актриса, возможно, была даже более известна своей красотой и грацией, чем своим талантом. Она была очень высокая и худая, с розовой и лилиевой кожей, прекрасными чертами лица и красивыми светлыми волосами, а также она была хороша с юмором».  Среди ее самых известных ролей были « Квакарен оч дансарен» («Квакер и танцовщица» Эжена Скрибе, « Шекспир Кар» («Любовь Шекспира»), Жанна д'Арк в « Юнгфрун ав Орлеан» («Дева Лотарингии») Шиллера, главная роль Мэри Стюарт (игра) и Офелия в Гамлете .  Летом 1839 года она совершила третью учебную поездку в Париж, а по возвращении привезла комедию Баяра и Дюманойра "Ришельё Ферста вапенбрагд" ("первый бой Ришельё"), которую перевела на шведский язык и в которой получила высокую оценку за роль молодого герцога де Ришельё в бриджах (1842)..  За свою карьеру в 1828-45 годах она сыграла 125 ролей в театре, а также гастролировала в Финляндии.
Она сделала свое последнее выступление 7 декабря 1845 года. В театре её сменила Зельма Хедин . Она была одной из трех знаменитых шведских артистов, которые были официально отмечены в мемориале знаменитых шведских актеров в 1847 году.

### Частная жизнь

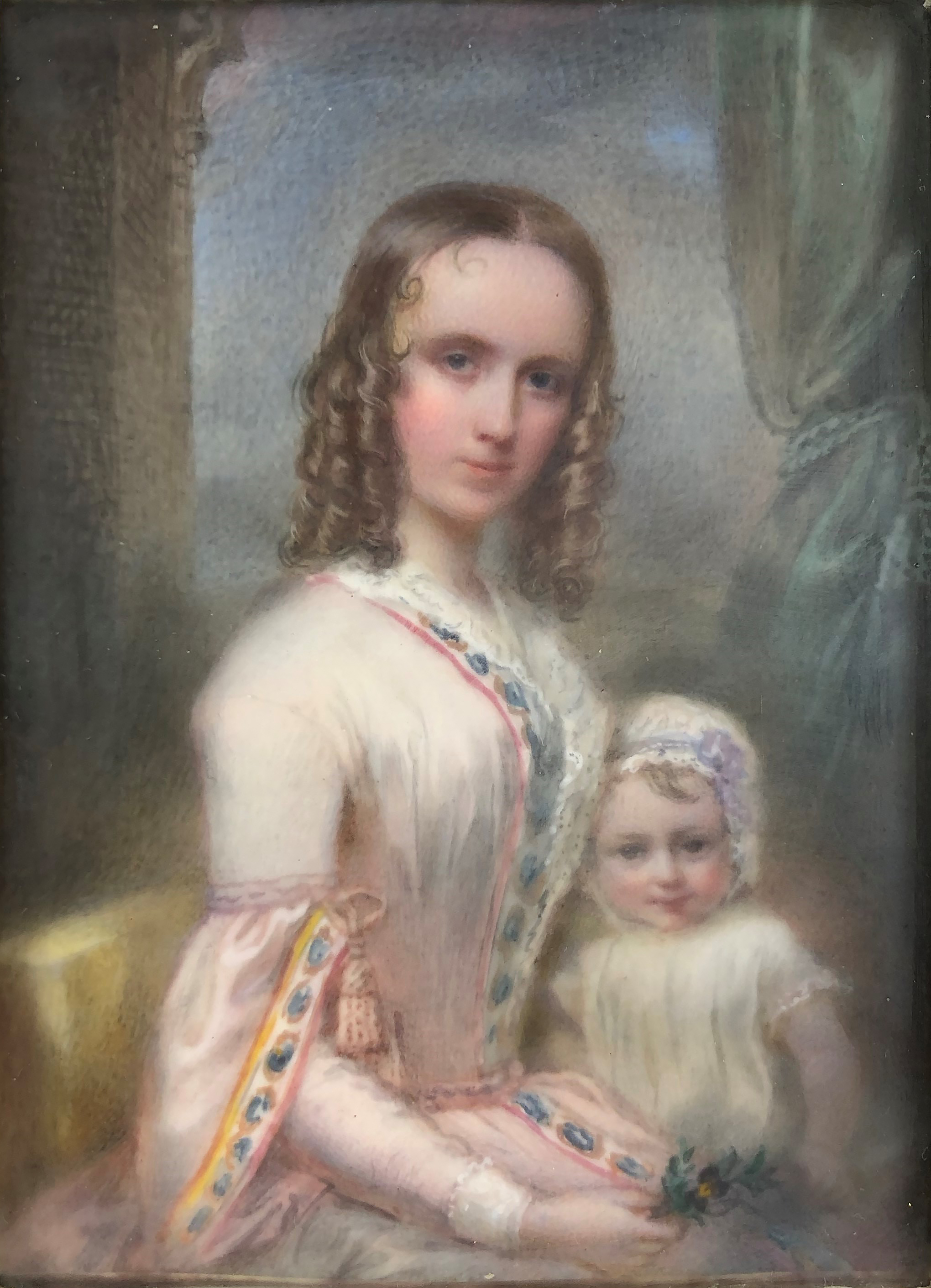
Хёгквист с Максом, одним из двух её сыновей с королем Оскаром I

В 1831-33 годах у Эмили Хёгквист был роман с британским дипломатом Джоном Блумфилдом, вторым бароном Блумфилдом, который поселил ее в квартире и с которым у нее родилась дочь  в октябре 1833 года . 
По слухам, именно король Карл XIV Джон из Швеции финансировал учебную поездку Эмили Хогквист в Париж летом 1834 года, потому что его сын, наследный принц Оскар, влюбился в неё, и король пожелал, чтобы она была удалена.  Однако по возвращении в Стокгольм Оскар и Эмили стали любовниками, и осенью 1836 года Оскар заплатил за то, чтобы Эмилия Хегквист была внесена в "великолепной ловушке" в Gustaf Adolfs torg 18, и была известна своей " азиатской роскошью". По сообщениям, наследный принц Оскар чередовал свои ночи между своей «первой семьей» в Стокгольмском дворце и своей «второй семьей» в Gustaf Adolfstorg 18 рядом. У Эмили и Оскара было два сына, Хьялмар и Макс. Макс был назван в честь Максимилиана де Богарне, зятя Оскара. Двух мальчиков неофициально называли «князьями Лапландии ».  Макс вырос и стал торговцем в Китае, где он умер в 1872 году. Хьялмар умер в 1874 году в Лондоне.
Эмили Хёгквист была интеллектуалом и каждый четверг посещала литературный салон для шведских художников и авторов. Отмечается, однако, что большинство гостей её салонов были мужчинами, поскольку женщины боялись быть с ней частными из-за ее репутации куртизанки: были отмечены некоторые исключения, такие как Малла Хёк и Элиз Фрёсслинд .  Лето она провела во Фрамнасе на Юргордене . Хотя она умерла в большом долгу, поддержка наследного принца Оскара освободила ее от любых финансовых проблем, и она занималась благотворительностью.  Она отметила, что выступала в качестве покровителя своего брата Жана (Johan Исак) Högquist (1814 – 1850), который был популярным актером на некоторое время, но не смог сделать карьеру из- за своего алкоголизма. Эмили Хёгкист заплатила за поездку в Соединенные Штаты, но он вернулся в год ее смерти, которая, как говорят, глубоко повлияла на него, и умер всего три года спустя. Также отмечается, что она поддержала бывшую оперную певицу Генриетту Видерберг, которая жила в глубокой нищете после того, как ее карьера была прекращена.
Начиная с 1842 года Эмилия Хегквист страдала от прогрессирующей чахотки и проводила лето в Риме, в Италии, где ее чествовала шведская художественная колония.  Ее здоровье восстановилось, и по возвращении она навестила дочь и сыновей в Гамбурге и встретила Эмиля Ки, который был на десять лет младше ее и стал ее последним любовником.
Летом 1845 года она отправилась в Карлсбад в оздоровительную поездку, но ее болезнь прогрессировала до такой степени, что она уже не могла достаточно выздороветь, чтобы справиться со своей работой, и ее последний сезон 1845-46 годов был неудачным: после её последнего выступление в декабре 1845 года, она была прикована к постели до мая 1846 года.  В июле 1846 года она покинула Швецию, пытаясь найти лекарство от её болезни в ряде курортов Германии и Швейцарии.
Она умерла в Турине 18 декабря 1846 года.

## Дети
С Джоном Блумфилдом, вторым бароном Блумфилдом :
- Текла (октябрь 1833 -? )

С королем Оскаром I из Швеции :

## В фантастике
Отношения между Эмили Хёгквист и Оскаром I легли в основу  фильма Эмили Хогквист .  Главные роли исполнили Сигне Хассо и Георг Райдеберг (1939), Этот фильм один из самых дорогих произведений в Швеции в 1930-х годах.